# العلاقات اليونانية البولندية
العلاقات اليونانية البولندية هي العلاقات الثنائية التي تجمع بين اليونان وبولندا.

## مقارنة بين البلدين
هذه مقارنة عامة ومرجعية للدولتين:
| وجه المقارنة                                              | اليونان                                                                             | بولندا                                                                             |
| --------------------------------------------------------- | ----------------------------------------------------------------------------------- | ---------------------------------------------------------------------------------- |
| المساحة (كم2)                                             | 131.96 ألف                                                                          | 312.68 ألف                                                                         |
| عدد السكان (نسمة)                                         | 10.76 مليون                                                                         | 38.43 مليون                                                                        |
| الكثافة السكانية (ن./كم²)                                 | 81.54                                                                               | 122.91                                                                             |
| العاصمة                                                   | أثينا، نافبليو                                                                      | وارسو                                                                              |
| اللغة الرسمية                                             | لغة يونانية، اليونانية الديموطيقية ‏                                                 | اللغة البولندية                                                                    |
| العملة                                                    | يورو، دراخما، فينيكس يوناني ‏                                                        | زلوتي بولندي                                                                       |
| الناتج المحلي الإجمالي (بليون دولار)                      | 200.29 مليار                                                                        | 524.51 مليار                                                                       |
| الناتج المحلي الإجمالي (تعادل القوة الشرائية) بليون دولار | 285.45 مليار                                                                        | 1.02 تريليون                                                                       |
| الناتج المحلي الإجمالي الاسمي للفرد دولار أمريكي          | 18.00 ألف                                                                           | 12.55 ألف                                                                          |
| الناتج المحلي الإجمالي للفرد دولار أمريكي                 | 26.85 ألف                                                                           | 26.14 ألف                                                                          |
| مؤشر التنمية البشرية                                      | 0.865                                                                               | 0.843                                                                              |
| رمز المكالمات الدولي                                      | +30                                                                                 | +48                                                                                |
| رمز الإنترنت                                              | .gr                                                                                 | .pl                                                                                |
| المنطقة الزمنية                                           | توقيت شرق أوروبا، ت ع م+02:00، ت ع م+03:00، توقيت شرق أوروبا الصيفي ‏، أوروبا/أثينا ‏ | توقيت وسط أوروبا، ت ع م+01:00، ت ع م+02:00، أوروبا/وارسو ‏، توقيت وسط أوروبا الصيفي |

## مدن متوأمة
في ما يلي قائمة باتفاقيات التوأمة بين مدن يونانية وبولندية:
- ترتبط كورينوس مع Police, West Pomeranian Voivodeship [الإنجليزية]‏ باتفاقية توأمة.
- ترتبط لمياء مع جيشوف باتفاقية توأمة.
- ترتبط بروزة مع خوينا باتفاقية توأمة.
- ترتبط باتراس مع بيدغوشتش باتفاقية توأمة منذ 10 سبتمبر 2013.[15][15][15][15]
- ترتبط فونيتسا مع Połaniec [الإنجليزية]‏ باتفاقية توأمة.
- ترتبط أثينا مع وارسو باتفاقية توأمة منذ 18 سبتمبر 1991.
- ترتبط ناوسا مع زغورجيلتس باتفاقية توأمة منذ 2000.[16]

## منظمات دولية مشتركة
يشترك البلدان في عضوية مجموعة من المنظمات الدولية، منها:
| علم المنظمة | اسم المنظمة                             | تاريخ انضمام اليونان | تاريخ انضمام بولندا |
| ----------- | --------------------------------------- | -------------------- | ------------------- |
|             | وكالة الفضاء الأوروبية                  | 9 مارس 2005          | 19 يناير 2012       |
|             | الاتحاد الأوروبي                        | 1981                 | 1 مايو 2004         |
|             | وكالة ضمان الاستثمار متعدد الأطراف      | 30 أغسطس 1993        | 29 يونيو 1990       |
|             | منظمة التعاون الاقتصادي والتنمية        | 30 سبتمبر 1961       | 22 نوفمبر 1996      |
|             | الأمم المتحدة                           | 25 أكتوبر 1945       | 24 أكتوبر 1945      |
|             | الوكالة الدولية للطاقة                  | ?                    | 25 سبتمبر 2008      |
|             | الفريق المعني برصد الأرض                | ?                    | ?                   |
|             | منظمة حظر الأسلحة الكيميائية            | ?                    | ?                   |
|             | منظمة التجارة العالمية                  | 1995                 | 1 يوليو 1995        |
|             | منظمة الشرطة الجنائية الدولية           | ?                    | ?                   |
|             | منظمة الأمن والتعاون في أوروبا          | 25 يونيو 1973        | 25 يونيو 1973       |
|             | مؤسسة التنمية الدولية                   | 9 يناير 1962         | 28 أكتوبر 1960      |
|             | حلف شمال الأطلسي                        | 18 فبراير 1952       | 12 مارس 1999        |
|             | نظام تحكم تكنولوجيا القذائف             | 1992                 | 1998                |
|             | يونسكو                                  | 4 نوفمبر 1946        | 6 نوفمبر 1946       |
|             | مجلس أوروبا                             | 9 أغسطس 1949         | 26 نوفمبر 1991      |
|             | الاتحاد البريدي العالمي                 | ?                    | 1 مايو 1919         |
|             | البنك الدولي للإنشاء والتعمير           | 27 ديسمبر 1945       | 27 يونيو 1986       |
|             | اتفاقية السماوات المفتوحة               | ?                    | ?                   |
|             | المنظمة الهيدروغرافية الدولية           | ?                    | ?                   |
|             | الاتحاد الدولي للاتصالات                | 1866                 | 1921                |
|             | مؤسسة التمويل الدولية                   | 26 سبتمبر 1957       | 29 ديسمبر 1987      |
|             | المنظمة الأوروبية لسلامة الملاحة الجوية | 1988                 | 2004                |
|             | مجموعة أستراليا                         | 1985                 | 1994                |
|             | مجموعة الموردين النوويين                | ?                    | ?                   |

## أعلام
هذه قائمة لبعض الشخصيات التي تربطها علاقات بالبلدين:
- أندرياس باباندريو (سياسي يوناني، 5 فبراير 1919[28][29][30] – 23 يونيو 1996[28][29][30])
- جادويغا ملكة بولندا (18 فبراير 1374[31] – 17 يوليو 1399)
- جورج باباندريو (سياسي يوناني، 16 يونيو 1952 – )
- فاسيليس سيمتساك (لاعب كرة سلة يوناني، 3 مارس 1981 – )
- كينغا من بولندا (5 مارس 1224[32] – 24 يوليو 1292[33][32])
- يولاندا من بولندا (1235 – 11 يونيو 1298)

## وصلات خارجية
- موقع وزارة الخارجية اليونانية
- موقع وزارة الخارجية البولندية